# Jan Malík (fotbalista)
Jan Malík (* 11. února 1992, Brno, Československo) je český fotbalový obránce, momentálně působící v klubu FC Zbrojovka Brno.

## Klubové statistiky
Aktuální k 17. červenci 2014
| Sezona | Klub                   | Země  | Soutěž         | Zápasy | Góly |
| ------ | ---------------------- | ----- | -------------- | ------ | ---- |
| 10/11  | FC Zbrojovka Brno B    | Česko | MSFL           | 3      | 0    |
| 11/12  | FC Zbrojovka Brno B    | Česko | MSFL           | 4      | 0    |
|        | FC Sparta Brno         | Česko | Divize D       | 3      | 0    |
|        | SK Líšeň               | Česko | MSFL           | 22     | 1    |
| 12/13  | SK Líšeň               | Česko | Divize D       | 2      | 0    |
|        | FC Zbrojovka Brno jun. | Česko | Jun. liga      | 27     | 2    |
|        | FC Zbrojovka Brno      | Česko | Gambrinus liga | 1      | 0    |
| 13/14  | FK Fotbal Třinec       | Česko | 2. liga        | 10     | 0    |
|        | FC Zbrojovka Brno jun. | Česko | Jun. liga      | 5      | 0    |
|        | FC Zbrojovka Brno      | Česko | Gambrinus liga | 6      | 2    |
|        | CELKEM 1. LIGA         |       |                | 7      | 2    |